# جفری اشبی
جفری شیرز "بانس" اشبی (به انگلیسی: Jeffrey Shears "Bones" Ashby) فضانورد اهل کشور ایالات متحده آمریکا است که در ۱۶ ژوئن ۱۹۵۴ میلادی در دالاس زاده شد. وی در مأموریت اس‌تی‌اس-۹۳، اس‌تی‌اس-۱۰۰، اس‌تی‌اس-۱۱۲ حضور داشته است.